# Arno Pijpers
Arno Pijpers, né le 21 avril 1959 à Rotterdam aux Pays-Bas, est un footballeur néerlandais, devenu entraîneur à l'issue de sa carrière, qui évoluait au poste de milieu de terrain.

## Biographie

### Carrière d'entraîneur
Arno Pijpers dirige l'équipe d'Estonie de novembre 2000 à septembre 2004, sur un total de 55 matchs. Son bilan à la tête de l'équipe nationale est de 16 victoires, 14 matchs nuls et 25 défaites.
Puis il dirige l'équipe du Kazakhstan de février 2006 à septembre 2008, sur un total de 36 matchs. Son bilan à la tête de l'équipe nationale est de 7 victoires, 11 matchs nuls et 18 défaites.

## Palmarès

### En tant qu'entraîneur
- Avec le Flora Tallinn
  - Champion d'Estonie en 2001, 2002, 2003 et 2017
  - Vainqueur de la Coupe d'Estonie en 2020
  - Vainqueur de la Supercoupe d'Estonie en 2002, 2003 et 2004

- Avec le FK Astana
  - Champion du Kazakhstan en 2006

### Distinctions personnelles
- Ordre de la Croix de Terra Mariana en 2008